# 멕시코의 커피 생산

멕시코의 커피 재배 지역.
상업적 가공을 통해 커피나무를 생산하는 주
상업적 가공 없이 커피나무를 생산하는 주

멕시코의 커피 생산은 2009년 252,000 미터톤이 생산되어 세계에서 8번째로 큰 규모이며, 주로 국가의 중남부 지역에 집중되어 있다. 커피는 주로 아라비카 품종이며, 이는 과테말라 국경 근처의 치아파스주, 소코누스코 해안 지역에서 특히 잘 자란다.
18세기 말, 커피는 앤틸리스 제도에서 멕시코로 들어왔지만 1870년대까지는 대량으로 수출되지 않았다. 1980년대에는 커피가 국가에서 가장 가치 있는 수출 작물이 되었다. 주목할 만한 커피콩으로는 알투라, 리퀴담바 MS, 플루마 코익스텝이 있다.

## 역사

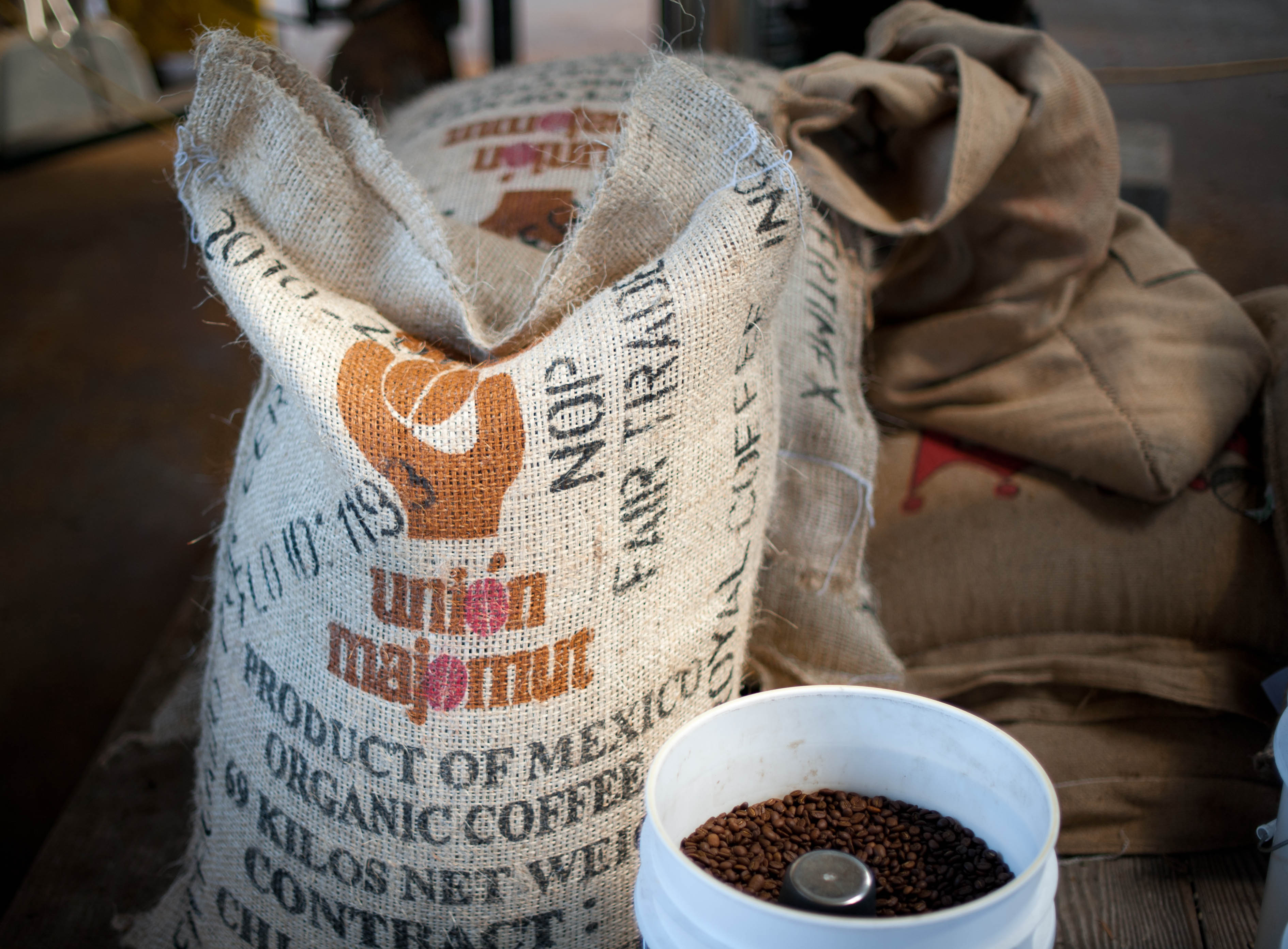
치아파스주의 유기농 커피

18세기 말, 커피는 멕시코의 베라크루스주에 처음 도입되었다. 1954년, 국제 시장에서 커피 가격이 최고조에 달하자 생산은 훨씬 저렴한 멕시코로 옮겨졌다. 19세기 말 치아파스주에 커피가 도입된 이래로, 이 지역은 멕시코의 주요 커피 재배 지역이 되었다. 1980년대 초, 멕시코의 커피 농장은 12개 주에 걸쳐 빠르게 확산되었다.
1982년, 멕시코의 커피 생산에 사용된 총 면적은 497,456 헥타르였다. 또한, 1970년대와 1980년대에 커피 생산은 국가 경제에서 중요한 역할을 했으며 멕시코에서 2백만 명 이상의 사람들에게 주요 수입원이 되었다. 커피 농장은 막대한 외화 수입으로 멕시코의 수출 무역에 기여했다. 동시에, 상업화된 커피 산업은 멕시코에 많은 고용 기회를 제공했다.

## 멕시코 커피 연구소 (INMECAFE)
멕시코 커피 연구소(Instituto Mexicano del Cafe) – INMECAFE는 정부 규제 기관으로, 기술 지원을 제공하고 멕시코 커피 수출 쿼터를 관리하며 시장에서 커피 가격을 높고 안정적으로 유지하는 역할을 담당했다. INMECAFE의 새로운 토지 커피 재배 통합 노력 덕분에 커피 생산성은 빠르게 증가했다. 그 결과, 주요 3개 주(치아파스주, 베라크루스주, 오아하카주)가 커피 생산을 위한 총 농경지 면적의 73%를 차지했다.
1970년에서 1982년 사이에 멕시코의 커피 생산에 할당된 농경지는 141,203 헥타르 증가했으며, 전국 커피 생산량은 연간 약 6,000톤의 생두 증가를 보였다. 또한, INMECAFE는 농화학 기술 사용을 장려했으며, 생산성 향상을 위해 농민들에게 기술 지원을 제공했다. 각각 치아파스주 커피 재배 면적의 50%, 베라크루스주 22%, 오아하카주 22%가 INMECAFE의 기술 지원을 받았다. 1982년, INMECAFE의 기술 지원은 멕시코 커피 생산 지역의 약 28%를 포괄했다.
1989년, 카를로스 살리나스 데 고르타리 대통령이 멕시코 정부가 세계은행 및 기타 국제 금융 기관의 구조 조정에 응하면서 커피 시장 통제를 포기할 것이라고 선언한 후 INMECAFE는 해체되었다.
이 정책 변화는 농민들을 높은 변동성을 보이는 국제 커피 가격으로부터 보호받지 못하게 만들었으며, 특히 소규모 생산자들에게 파괴적인 영향을 미쳤다.

## 커피 위기
1962년에 체결된 국제 커피 협정(ICA)은 커피 수출국의 쿼터를 유지하고 시장에서 커피 가격을 높고 안정적으로 유지하기 위한 의정서였다. 그러나 ICA는 1989년에 해체되었고, 관리 부실의 결과로 커피가 과잉 생산되면서 커피 가격이 계속 하락하여 멕시코에서 커피 위기가 발생했다. 커피 위기는 1999년에서 2003년 사이에 심화되어 멕시코에 막대한 사회경제적 문제를 야기했다. 1989년에서 1995년 사이에 멕시코의 커피 생산량은 6.6% 감소했으며, 커피 재배자 단체 협회는 위기가 발생한 이후 커피 생산자들이 수입의 65%를 잃었을 것으로 예측했다.
소득 감소의 결과로 멕시코 커피 생산자의 71%는 비료 사용을 중단했고, 40%는 제초 관리를 줄였으며, 75%는 해충 방제에 대한 투자를 중단했다. 커피 농장의 부실한 관리로 인해 커피 품질이 저하되고 커피 생산량이 감소했다. 2005년 말, 멕시코는 지난 30년 동안 가장 낮은 커피 수출량을 기록했으며, 총 170만 백에 불과했다. 2006년 동안 멕시코의 커피 수출량은 420만 백으로 증가했지만, 5년 전과 비교하면 여전히 낮은 수준이었다.

## 같이 보기
- 멕시코의 농업
- 이스트무스 지역 원주민 공동체 연합
- 사파티스타 커피 협동조합
- 커피 생산량에 따른 나라 목록